# Polisportiva Dinamo 2010-2011
Questa voce raccoglie le informazioni riguardanti la Polisportiva Dinamo Sassari nelle competizioni ufficiali della stagione 2010-2011.

## Stagione
La stagione 2010-2011 della Dinamo Sassari è la 1ª in Serie A.
All'inizio della nuova stagione la Lega Basket decise di modificare il regolamento riguardo al numero di giocatori stranieri da schierare contemporaneamente in campo. Si decise così di optare per la scelta della formula con 5 giocatori stranieri di cui massimo 3 non appartenenti a Paesi appartenenti alla FIBA Europe.
Al termine della stagione, la Dinamo si classifica sesta con 30 punti, davanti a squadre dall'illustre passato come la Pall. Varese, Virtus Bologna e Virtus Roma. Questo le consente anche di arrivare ai playoff scudetto dove viene eliminata dall'Olimpia Milano al primo turno (1-3).
La Dinamo è stata una delle sole quattro squadre capaci di sconfiggere la Mens Sana Siena, la stessa impresa è riuscita a Pall. Varese, Juvecaserta e Scandone Avellino.

## Organigramma societario
Dal sito Legabasket.com
Staff dell'area tecnica
- Allenatore: Meo Sacchetti
- Assistente Allenatore: Ugo Ducarello
- Assistente Allenatore: Paolo Citrini
- Preparatore Fisico: Marco Pinna
- Fisioterapista: Ugo D’Alessandro
- Fisioterapista: Simone Unali
- Ortopedico: Fabio Ziranu
- Medico Sportivo: Gavino Casu
- Medico Sociale: Marcello Caria

Area dirigenziale
- Presidente: Luciano Mele
- Vice-presidente: Natale Stangoni
- Direttore Generale: Pinuccio Mele
- Direttore Sportivo: Luigi Peruzzu
- Team Manager: Domenico Anselmi
- Relazioni esterne/Ufficio Stampa: Luigi Peruzzu
- Ufficio stampa: Giovanni Dessole
- Responsabile sito web: Andrea Peruzzu
- Responsabile servizio statistiche: Roberto Sanna
- Segreteria: Giulia Florenzano
- Responsabile Settore giovanile: Graziano Pilo
- Responsabile tecnico Settore giovanile: Marco Rota

## Roster
| Dinamo Sassari 2010/2011 | Dinamo Sassari 2010/2011 |
| Giocatori                | Staff tecnico            |
| ------------------------ | ------------------------ |

| N. | Naz.                   | Ruolo | Nome                  | Anno | Alt.   | Peso   |  |
| -- | ---------------------- | ----- | --------------------- | ---- | ------ | ------ |  |
| 4  | Stati Uniti (bandiera) | A     | James White           | 1982 | 200 cm | 91 kg  |  |
| 5  | Stati Uniti (bandiera) | C     | Othello Hunter        | 1986 | 203 cm | 102 kg |  |
| 8  | Italia (bandiera)      | GA    | Giacomo Devecchi      | 1985 | 196 cm | 88 kg  |  |
| 10 | Italia (bandiera)      | C     | Alessandro Cittadini  | 1979 | 207 cm | 103 kg |  |
| 12 | Stati Uniti (bandiera) | P     | Travis Diener         | 1982 | 185 cm | 79 kg  |  |
| 14 | Italia (bandiera)      | A     | Brian Sacchetti       | 1986 | 200 cm | 100 kg |  |
| 15 | Serbia (bandiera)      | AC    | Vanja Plisnić         | 1980 | 207 cm | 108 kg |  |
| 16 | Grecia (bandiera)      | GA    | Dīmītrīs Tsaldarīs    | 1980 | 196 cm | 95 kg  |  |
| 18 | Italia (bandiera)      | AC    | Manuel Vanuzzo ()     | 1975 | 203 cm | 104 kg |  |
| 21 | Italia (bandiera)      | P     | Mauro Pinton          | 1984 | 185 cm | 80 kg  |  |
| 22 | Stati Uniti (bandiera) | P     | Randolph Childress    | 1972 | 190 cm | 90 kg  |  |
| 33 | Rep. Ceca (bandiera)   | AC    | Jiří Hubálek          | 1982 | 208 cm | 105 kg |  |
| -  | Italia (bandiera)      | P     | Gianluca Doro (G)     | 1992 | 190 cm | 85 kg  |  |
| -  | Italia (bandiera)      | P     | Carlo Maninchedda (G) | 1993 | 180 cm | 70 kg  |  |
| -  | Italia (bandiera)      | A     | Matteo Samoggia (G)   | 1990 | 196 cm | 88 kg  |  |
| -  | Italia (bandiera)      | G     | Andrea Spampinato (G) | 1992 | 195 cm | 88 kg  |  |

| Allenatore                                                    |
| - Meo Sacchetti                                               |
| Assistente/i                                                  |
| - Ugo Ducarello - Paolo Citrini Legenda - (C) Capitano Roster |

| Giocatori acquisiti a stagione in corso | Giocatori acquisiti a stagione in corso | Giocatori acquisiti a stagione in corso |
| Giocatore                               | il                                      | Da                                      |
| --------------------------------------- | --------------------------------------- | --------------------------------------- |
| Vanja Plisnić                           | 14 gennaio                              | Nižnij Novgorod                         |

| Giocatori ceduti a stagione in corso | Giocatori ceduti a stagione in corso | Giocatori ceduti a stagione in corso |
| Giocatore                            | il                                   | A                                    |
| ------------------------------------ | ------------------------------------ | ------------------------------------ |
| Randolph Childress                   | 18 ottobre                           | San Severo                           |

## Mercato
| Arrivi | Arrivi               | Arrivi               | Arrivi     |
| R      | Nome                 | da                   | Modalità   |
| ------ | -------------------- | -------------------- | ---------- |
| A      | James White          | Sptk. S. Pietroburgo | definitivo |
| C      | Othello Hunter       | Īlysiakos            | definitivo |
| C      | Alessandro Cittadini | Fortitudo Bologna    | definitivo |
| P      | Travis Diener        | Portland T. Blazers  | definitivo |
| A      | Brian Sacchetti      | B.C. Ferrara         | definitivo |
| GA     | Dīmītrīs Tsaldarīs   | Sutor Montegranaro   | definitivo |
| P      | Mauro Pinton         | N.B. Brindisi        | definitivo |

| Partenze | Partenze         | Partenze           | Partenze       |
| R        | Nome             | a                  | Modalità       |
| -------- | ---------------- | ------------------ | -------------- |
| P        | Tony Binetti     | Veroli Basket      | fine contratto |
| G        | Marcelus Kemp    | Virtus Bologna     | fine contratto |
| P        | Jason Rowe       | Tofaş Bursa        | fine contratto |
| AC       | Francesco Conti  | Castelletto Ticino | fine contratto |
| G        | Alessandro Manca |                    | fine contratto |

## Risultati

### Regular Season

#### Girone di andata
| Arbitri: | Giansanti (Roma) Duranti (Pisa) Barni (Treviso) |

| |            | |
| Ivanov 21 Ray 17 Cavallaro 16                                                                                           | Punti      | 20 White 17 Vanuzzo 13 Hunter                                                                                            |
| Maestranzi 4 | Assist     | 7 Childress |
| Ford 12 | Rimbalzi   | 7 Hunter |
| 5 Ford• 6 Jones• 13 Maestranzi• 15 Ray• 44 Ivanov 9 Antonutti• 10 Cavaliero• 19 Canavesi• 20 A. Cinciarini• 21 Ongenaet | Formazioni | 4 White• 5 Hunter• 16 Tsaldaris• 22 Childress• 33 Hubálek 6 Maninchedda• 8 Devecchi• 14 Sacchetti• 18 Vanuzzo• 21 Pinton |
| Stefano Pillastrini | Allenatori | Meo Sacchetti |

| Arbitri: | Cicoria (Milano) Lo Guzzo (Pisa) Aronne (Viterbo) |

|                                 |            |                                |
| White 16 Hunter 16 T. Diener 14 | Punti      | 17 Bowers 17 Jones 14 Di Bella |
| T. Diener 8                     | Assist     | 5 Bowers                       |
| Hunter 7                        | Rimbalzi   | 11 Garri                       |
| Meo Sacchetti                   | Allenatori | Pino Sacripanti                |

| Arbitri: | Begnis (Crema) Quacci (Pavia) Biggi (Monza) |

|                                     |            |                                       |
| Zoroski 16 D. Diener 15 Fletcher 13 | Punti      | 19 Hunter 13 White 10 Hubálek, Pinton |
| Zoroski 4                           | Assist     | 4 Pinton                              |
| Fletcher 12                         | Rimbalzi   | 7 Hubálek, Hunter                     |
| Andrea Capobianco                   | Allenatori | Meo Sacchetti                         |

| Arbitri: | Facchini (Ravenna) Filippini (Bologna) Bettini (Bologna) |

|                                  |            |                                  |
| White 22 Hubálek 19 T. Diener 18 | Punti      | 24 Sosa 18 Viggiano 14 Slaughter |
| Tsaldarīs 4                      | Assist     | 4 Sosa                           |
| White 10                         | Rimbalzi   | 8 Viggiano                       |
| Meo Sacchetti                    | Allenatori | Massimo Cancellieri              |

| Arbitri: | Sahin (Messina) Giansanti (Roma) Lanzarini (Bologna) |

|                                |            |                                 |
| White 15 Hunter 15 T. Diener 8 | Punti      | 20 Finley 12 Rocca 9 Mancinelli |
| T. Diener 4                    | Assist     | 3 Mancinelli, Jaaber            |
| Hunter 5                       | Rimbalzi   | 12 Rocca                        |
| Meo Sacchetti                  | Allenatori | Piero Bucchi                    |

| Arbitri: | Cicoria (Milano) Quacci (Pavia) Aronne (Viterbo) |

|                                        |            |                               |
| Cinciarini 20 Almond 14 Aleksandrov 14 | Punti      | 22 Hunter 15 White 14 Hubálek |
| Hackett 6                              | Assist     | 4 Tsaldarīs                   |
| Almond 6                               | Rimbalzi   | 6 Hunter                      |
| Luca Dalmonte                          | Allenatori | Meo Sacchetti                 |

| Arbitri: | Lo Guzzo (Pisa) Tola (Viterbo) Vicino (Bologna) |

|                                 |            |                                 |
| White 33 Tsaldarīs 19 Hunter 17 | Punti      | 20 Dixon 17 Roberson 17 Diawara |
| Pinton 4                        | Assist     | 4 Dixon                         |
| Hubálek 13                      | Rimbalzi   | 8 Diawara                       |
| Meo Sacchetti                   | Allenatori | Giovanni Perdichizzi            |

| Arbitri: | Filippini (Bologna) Barni (Treviso) Lanzarini (Bologna) |

|                                     |            |                                 |
| Mark'oishvili 22 Leunen 20 Green 16 | Punti      | 27 White 14 Sacchetti 11 Hunter |
| Green, Leunen 7                     | Assist     | 5 Tsaldarīs                     |
| Leunen 7                            | Rimbalzi   | 10 Hunter                       |
| Andrea Trinchieri                   | Allenatori | Meo Sacchetti                   |

| Arbitri: | Cerebuch (Trieste) Quacci (Pavia) Biggi (Monza) |

|                                |            |                                |
| White 18 Hunter 15 T. Diener 9 | Punti      | 23 Winston 21 Homan 10 Amoroso |
| T. Diener, Tsaldarīs 3         | Assist     | 3 Amoroso, Winston             |
| Hubálek, Hunter 8              | Rimbalzi   | 16 Homan                       |
| Meo Sacchetti                  | Allenatori | Lino Lardo                     |

| Arbitri: | Taurino (Modena) Seghetti (Livorno) Vicino (Bologna) |

|                                 |            |                                 |
| White 23 T. Diener 18 Hunter 14 | Punti      | 20 Perić 16 Smith 16 Motiejūnas |
| T. Diener 7                     | Assist     | 6 Marković                      |
| Hunter 10                       | Rimbalzi   | 15 Brunner                      |
| Meo Sacchetti                   | Allenatori | Jasmin Repeša                   |

| Arbitri: | Cicoria (Milano) Lanzarini (Bologna) Weidmann (Campobasso) |

|                                             |            |                                 |
| Smith 24 Traoré 16 Washington, Crosariol 11 | Punti      | 20 White 15 Hunter 14 T. Diener |
| Dašić, Vitali 3                             | Assist     | 5 T. Diener                     |
| Dašić 9                                     | Rimbalzi   | 7 Hunter                        |
| Matteo Boniciolli                           | Allenatori | Meo Sacchetti                   |

| Arbitri: | Sabetta (Campobasso) Chiari (Treviso) Aronne (Viterbo) |

|                                 |            |                               |
| Hunter 22 White 17 Tsaldarīs 11 | Punti      | 20 Dean 18 Szewczyk 13 Thomas |
| T. Diener, B. Sacchetti 3       | Assist     | 6 Green                       |
| Hunter 7                        | Rimbalzi   | 10 Thomas                     |
| Meo Sacchetti                   | Allenatori | Frank Vitucci                 |

| Arbitri: | Paternicò (Enna) Mattioli (Pesaro) Pinto (Treviso) |

|                                      |            |                                    |
| Goss 19 Slay 14 Righetti, Galanda 16 | Punti      | 23 Tsaldarīs 20 T. Diener 19 White |
| Goss 8                               | Assist     | 4 T. Diener, White                 |
| Kangur 10                            | Rimbalzi   | 12 White                           |
| Charlie Recalcati                    | Allenatori | Meo Sacchetti                      |

| Arbitri: | Pozzana (Udine) Tola (Viterbo) Caiazza (Napoli) |

|                                 |            |                                    |
| McCalebb 16 Zīsīs 13 Aradori 12 | Punti      | 21 White 20 Hunter 16 B. Sacchetti |
| Stonerook 3                     | Assist     | 4 Tsaldarīs, White                 |
| cinque giocatori 5              | Rimbalzi   | 9 Hunter                           |
| Simone Pianigiani               | Allenatori | Meo Sacchetti                      |

| Arbitri: | Lamonica (Teramo) Filippini (Bologna) Ramilli (Forlì) |

|                                       |            |                               |
| White 21 B. Sacchetti 16 Tsaldarīs 16 | Punti      | 20 Milič 18 Foster 15 Rowland |
| T. Diener 8                           | Assist     | 3 Foster                      |
| Hunter 8                              | Rimbalzi   | 11 Milič                      |
| Meo Sacchetti                         | Allenatori | Tomo Mahorič                  |

#### Girone di ritorno
| Arbitri: | Paternicò (Enna) Giansanti (Roma) Martolini (Roma) |

|                                 |            |                          |
| White 38 T. Diener 15 Hunter 11 | Punti      | 20 Ivanov 20 Ray 14 Ford |
| T. Diener 5                     | Assist     | 4 Cinciarini             |
| Hunter 9                        | Rimbalzi   | 15 Ivanov                |
| Meo Sacchetti                   | Allenatori | Stefano Pillastrini      |

| Arbitri: | Facchini (Ravenna) Sardella (Rimini) Crescenti (Messina) |

|                                |            |                                    |
| Jones 22 Bowers 21 Williams 19 | Punti      | 16 White 15 Cittadini 14 T. Diener |
| Bowers, Ere 5                  | Assist     | 2 T. Diener, White                 |
| Bowers 12                      | Rimbalzi   | 6 Cittadini, B. Sacchetti          |
| Pino Sacripanti                | Allenatori | Meo Sacchetti                      |

| Arbitri: | Mattioli (Pesaro) Chiari (Treviso) Capurro (Reggio Calabria) |

|                               |            |                              |
| White 21 Hunter 20 Plisnić 13 | Punti      | 18 Zoroski 18 Davis 10 Young |
| T. Diener 12                  | Assist     | 3 Boscardin, Zoroski         |
| Hunter 9                      | Rimbalzi   | 9 Young                      |
| Meo Sacchetti                 | Allenatori | Alessandro Ramagli           |

| Arbitri: | Cicoria (Milano) Giansanti (Roma) Weidmann (Campobasso) |

|                               |            |                                 |
| Sosa 19 Soragna 14 Salyers 14 | Punti      | 25 White 17 Tsaldarīs 14 Hunter |
| Sosa 4                        | Assist     | 12 T. Diener                    |
| Jurak, Salyers 5              | Rimbalzi   | 12 Plisnić                      |
| Massimo Cancellieri           | Allenatori | Meo Sacchetti                   |

| Arbitri: | Lamonica (Teramo) Tola (Viterbo) Aronne (Viterbo) |

|                              |            |                                   |
| Hawkins 27 Rocca 13 Greer 12 | Punti      | 15 Devecchi 15 T. Diener 14 White |
| Jaaber 4                     | Assist     | 4 T. Diener                       |
| Rocca 8                      | Rimbalzi   | 7 Hunter                          |
| Dan Peterson                 | Allenatori | Meo Sacchetti                     |

| Arbitri: | Facchini (Ravenna) Duranti (Pisa) Pinto (Treviso) |

|                                 |            |                                              |
| White 24 Hunter 22 T. Diener 12 | Punti      | 19 Almond 18 Hackett 11 Aleksandrov, Collins |
| T. Diener 5                     | Assist     | 6 Collins                                    |
| Hunter 10                       | Rimbalzi   | 7 Cusin                                      |
| Meo Sacchetti                   | Allenatori | Luca Dalmonte                                |

| Arbitri: | Chiari (Treviso) Mattioli (Pesaro) Crescenti (Messina) |

|                                        |            |                                       |
| Touré 28 Roberson 18 Dixon, Diawara 15 | Punti      | 24 White 18 B. Sacchetti 14 T. Diener |
| Diawara 2                              | Assist     | 2 B. Sacchetti, White                 |
| Lang 10                                | Rimbalzi   | 9 White                               |
| Luca Bechi                             | Allenatori | Meo Sacchetti                         |

| Arbitri: | Sahin (Messina) Weidmann (Campobasso) Barni (Treviso) |

|                                  |            |                                  |
| T. Diener 21 White 14 Plisnić 13 | Punti      | 17 Mazzarino 12 Ortner 11 Leunen |
| T. Diener 4                      | Assist     | 8 Micov                          |
| Plisnić 10                       | Rimbalzi   | 8 Leunen                         |
| Meo Sacchetti                    | Allenatori | Andrea Trinchieri                |

| Arbitri: | Cicoria (Milano) Begnis (Crema) Biggi (Monza) |

|                                    |            |                                   |
| Rivers 25 Koponen 14 Sanik'idze 11 | Punti      | 23 T. Diener 19 Hunter 16 Plisnić |
| Amoroso 3                          | Assist     | 7 T. Diener                       |
| Sanik'idze 11                      | Rimbalzi   | 10 Hunter                         |
| Lino Lardo                         | Allenatori | Meo Sacchetti                     |

| Arbitri: | Facchini (Ravenna) Lo Guzzo (Pisa) Vicino (Bologna) |

|                                   |            |                                 |
| Smith 21 Motiejūnas 20 Gentile 13 | Punti      | 21 White 17 Hunter 12 T. Diener |
| Marković 6                        | Assist     | 5 T. Diener                     |
| Motiejūnas, Skinner, Smith 6      | Rimbalzi   | 13 O. Hunter                    |
| Jasmin Repeša                     | Allenatori | Meo Sacchetti                   |

| Arbitri: | Paternicò (Enna) Sardella (Rimini) Capurro (Reggio Calabria) |

|                                            |            |                                  |
| White 24 Tsaldarīs 13 T. Diener, Hunter 12 | Punti      | 30 Traoré 17 Washington 10 Dašić |
| T. Diener 8                                | Assist     | 4 Washington                     |
| Hunter 15                                  | Rimbalzi   | 12 Traoré                        |
| Meo Sacchetti                              | Allenatori | Sašo Filipovski                  |

| Arbitri: | Sahin (Messina) Begnis (Crema) Vicino (Bologna) |

|                              |            |                                  |
| Lauwers27 Thomas 23 Green 14 | Punti      | 18 White 16 T. Diener 15 Plisnić |
| Green 6                      | Assist     | 4 T. Diener                      |
| Szewczyk 11                  | Rimbalzi   | 7 Hunter, White                  |
| Frank Vitucci                | Allenatori | Meo Sacchetti                    |

| Arbitri: | Pozzana (Udine) Lo Guzzo (Pisa) Gori (Padova) |

|                                 |            |                            |
| White 31 T. Diener 24 Hunter 15 | Punti      | 20 Slay 16 Fajardo 13 Goss |
| T. Diener, White 3              | Assist     | 5 Goss                     |
| T. Diener 10                    | Rimbalzi   | 12 Fajardo                 |
| Meo Sacchetti                   | Allenatori | Charlie Recalcati          |

| Arbitri: | Chiari (Treviso) Tola (Viterbo) Caiazza (Napoli) |

|                                    |            |                                                |
| White 27 O. Hunter 17 T. Diener 11 | Punti      | 21 Aradori 14 McCalebb 11 Hairston, Lavrinovič |
| Tsaldarīs 3                        | Assist     | 6 McCalebb                                     |
| Hunter 9                           | Rimbalzi   | 8 Aradori                                      |
| Meo Sacchetti                      | Allenatori | Simone Pianigiani                              |

| Arbitri: | Paternicò (Enna) Duranti (Pisa) Bettini (Bologna) |

|                                 |            |                                 |
| Drozdov 20 Milič 18 Perković 16 | Punti      | 28 Hunter 25 White 11 T. Diener |
| Rowland 5                       | Assist     | 4 T. Diener                     |
| Perković 7                      | Rimbalzi   | 9 Hunter                        |
| Tomo Mahorič                    | Allenatori | Meo Sacchetti                   |

### Play-off

#### Quarti di finale
La serie si gioca al meglio delle 5 partite. La squadra con il miglior piazzamento in campionato gioca in casa gara-1, gara-2 e l'eventuale gara-5.
|   | Squadra        | Gara1 | Gara2 | Gara3 | Gara4 |
| - | -------------- | ----- | ----- | ----- | ----- |
| 3 | Olimpia Milano | 70    | 73    | 91    | 72    |
| 6 | Dinamo Sassari | 71    | 63    | 72    | 60    |

| Arbitri: | Sahin (Messina) Sabetta (Campobasso) Lanzarini (Bologna) |

|                             |            |                              |
| Jaaber 18 Hawkins 13 Eze 12 | Punti      | 16 White 12 Hunter 11 Pinton |
| Jaaber 4                    | Assist     | 4 Pinton, Tsaldarīs,         |
| Hawkins 10                  | Rimbalzi   | 7 Plisnić                    |
| Dan Peterson                | Allenatori | Meo Sacchetti                |

| Arbitri: | Cerebuch (Trieste) Chiari (Treviso) Seghetti (Livorno) |

|                                  |            |                                          |
| Mancinelli 17 Hawkins 16 Greer 9 | Punti      | 18 Plisnić 16 White 11 Hunter, Sacchetti |
| Hawkins 9                        | Assist     | 6 Pinton                                 |
| Jaaber, Rocca 7                  | Rimbalzi   | 11 Plisnić                               |
| Dan Peterson                     | Allenatori | Meo Sacchetti                            |

| Arbitri: | Lamonica (Teramo) Pozzana (Udine) Filippini (Bologna) |

|                                    |            |                                   |
| Hunter 18 Devecchi 15 Tsaldarīs 13 | Punti      | 20 Pečerov 18 Hawkins 15 Mordente |
| T. Diener 7                        | Assist     | 9 Jaaber                          |
| Hunter 14                          | Rimbalzi   | 6 Hawkins                         |
| Meo Sacchetti                      | Allenatori | Dan Peterson                      |

| Arbitri: | Sahin (Messina) Mattioli (Pesaro) Lo Guzzo (Pisa) |

|                                 |            |                                  |
| White 14 Tsaldarīs12 Vanuzzo 11 | Punti      | 18 Hawkins 12 Greer 9 Mancinelli |
| Pinton 4                        | Assist     | 3 Mancinelli                     |
| Hunter 5                        | Rimbalzi   | 10 Rocca                         |
| Meo Sacchetti                   | Allenatori | Dan Peterson                     |

## Statistiche

### Statistiche di squadra
| Competizione | Punti | In casa | In casa | In casa | In casa | In casa | In trasferta | In trasferta | In trasferta | In trasferta | In trasferta | Totale | Totale | Totale | Totale | Totale | Totale |
| Competizione | Punti | G       | V       | P       | PF      | PS      | G            | V            | P            | PF           | PS           | G      | V      | P      | PF     | PS     | DIF    |
| ------------ | ----- | ------- | ------- | ------- | ------- | ------- | ------------ | ------------ | ------------ | ------------ | ------------ | ------ | ------ | ------ | ------ | ------ | ------ |
| Serie A      | 30    | 15      | 9       | 6       | 1.224   | 1.203   | 15           | 6            | 9            | 1.239        | 1.309        | 30     | 15     | 15     | 2.463  | 2.512  | -49    |
| Totale       |       | 15      | 9       | 6       | 1.224   | 1.203   | 15           | 6            | 9            | 1.239        | 1.309        | 30     | 15     | 15     | 2.463  | 2.512  | -49    |

### Statistiche dei giocatori
In corsivo i giocatori ceduti a stagione in corso
| Giocatore            | Serie A | Serie A | Serie A | Serie A |
| Giocatore            | PG      | PTI     | AST     | RIM     |
| -------------------- | ------- | ------- | ------- | ------- |
| Randolph Childress   | 1       | 3       | 7       | 1       |
| Alessandro Cittadini | 32      | 72      | 7       | 49      |
| Giacomo Devecchi     | 29      | 105     | 13      | 35      |
| Travis Diener        | 30      | 375     | 138     | 102     |
| Gianluca Doro        | 0       | 0       | 0       | 0       |
| Jiří Hubálek         | 11      | 80      | 7       | 61      |
| Othello Hunter       | 33      | 490     | 18      | 258     |
| Carlo Maninchedda    | 0       | 0       | 0       | 0       |
| Mauro Pinton         | 31      | 114     | 41      | 18      |
| Vanja Plisnić        | 19      | 159     | 17      | 104     |
| Brian Sacchetti      | 32      | 160     | 27      | 77      |
| Matteo Samoggia      | 2       | 3       | 0       | 1       |
| Andrea Spampinato    | 0       | 0       | 0       | 0       |
| Dīmītrīs Tsaldarīs   | 34      | 332     | 69      | 66      |
| Manuel Vanuzzo       | 30      | 148     | 8       | 63      |
| James White          | 34      | 688     | 78      | 165     |